# Nelly Corradi
Nelly Corradi (auch Nelli Corradi; * 17. Dezember 1914 in Parma; † 16. April 1968 in Rom) war eine italienische Opernsängerin (Sopran) und Schauspielerin.

## Leben
Corradi ließ sich am Konservatorium ihrer Geburtsstadt Parma als lyrischer Sopran ausbilden und gab ihr Bühnendebüt als Sängerin. 1934 wurde sie von Max Ophüls für seinen Film Eine Diva für alle verpflichtet, in dem sie die deutlich jüngere Schwester von Isa Miranda spielte. Die attraktive und fotogene junge Frau bediente nun beide Genres, Film und Oper. In der zweiten Hälfte der 1930er Jahre und im folgenden Jahrzehnt trat sie in einigen Kinowerken auf, die nicht selten von ihrem Ehemann Marco Elter inszeniert wurden, unter denen Le scarpe al sole (1935) heraussticht, in der Cooradi mit Empathie und Maß die Rolle einer um ihren Mann besorgten Kriegsbraut interpretierte. Gleichzeitig trat sie in zahlreichen Opern auf und gab in Italien und Europa Konzertabende.
Nach dem Zweiten Weltkrieg, weiter aktiv auf den Bühnen und manchmal auch in Operetten agierend, trat die nunmehr verwitwete Sängerin in Filmen auf, die Opernwerken auf die Leinwand brachten, wobei sie merkwürdigerweise zweimal synchronisiert wurde (von Onelia Fineschi in La leggenda di Faust 1948 bzw. Caterina Mancini in La forza del destino 1949). In Frühzeiten des italienischen Fernsehens wirkte sie im November 1954 an einer Übertragung unter Mario Landi mit, als Das Dreimäderlhaus gesendet wurde. Bald darauf beendete sie ihre Karriere.
Im Parmaer Stadtteil Corcagnano ist der Piazza Nelli Corrado nach der Künstlerin benannt.

## Filmografie (Auswahl)
- 1934: Eine Diva für alle (La signora di tutti)
- 1946: Il Barbiere di Sevilla (Il barbiere di Siviglia)
- 1946: Lucia di Lammermoor (Lucia di Lammermoor)
- 1947: Die Kameliendame (La signora dalle camelie)
- 1950: Der Rebell von Neapel (Il conte di Sant'Elmo)
- 1953: Puccini – Liebling der Frauen, Meister der Melodien (Puccini)
- 1955: Gli orizzonti di sole

## Belege
1. ↑  Enrico Lancia, Artikel Nelly Corradi, in: Enrico Lancia, Roberto Poppi: Dizionario des Cinema Italiano. Le Attrici. Gremese Editore, Rom 1999. S. 86/87

| Personendaten    | Personendaten                                          |
| ---------------- | ------------------------------------------------------ |
| NAME             | Corradi, Nelly                                         |
| ALTERNATIVNAMEN  | Corradi, Nelli                                         |
| KURZBESCHREIBUNG | italienische Opernsängerin (Sopran) und Schauspielerin |
| GEBURTSDATUM     | 17. Dezember 1914                                      |
| GEBURTSORT       | Parma                                                  |
| STERBEDATUM      | 16. April 1968                                         |
| STERBEORT        | Rom                                                    |